# Evrard Raskin
Evrard Raskin (Hasselt, 14 juni 1935 – Hasselt, 1 maart 2016) was een Belgisch volksvertegenwoordiger, senator, advocaat, rechter en auteur van biografieën.

## Levensloop
Raskin volgde kleuter- en lager onderwijs in Eigenbilzen, de woonplaats van zijn ouders en secundair onderwijs, van 1947 tot 1950 in het Sint-Hubertuscollege te Neerpelt en van 1950 tot 1953 in het Heilig Kruiscollege te Maaseik. In 1954 behaalde hij voor de Centrale Jury in Brussel het diploma van kandidaat in de Rechten. 
Vanaf 1955 studeerde hij aan de Rijksuniversiteit Gent, waar hij de verschillende diploma's verwierf: in 1958 werd hij doctor in de Rechten, in 1960 licentiaat in de Geschiedenis en in 1961 geaggregeerde van het Hoger Secundair Onderwijs. Tijdens zijn studies was hij actief in het Algemeen Diets Jeugdverbond en in het Katholiek Vlaams Hoogstudentenverbond.
Raskin werd leraar secundair onderwijs, van 1958 tot 1959 in de Humaniora Voorzienigheid Diest en daarna van 1959 tot 1960 in het H. Kruiscollege Maaseik. Nadien gaf hij van 1960 tot 1968 les in het hoger onderwijs, namelijk in de Provinciale Middelbare Normaalschool in Hasselt. Hij onderwees er geschiedenis en Latijn. In april 1968 schakelde hij over naar de advocatuur. Hij bleef advocaat bij de balie van Tongeren tot 1989, toen hij rechter werd in de politierechtbank van Tongeren, afdeling Genk. In juli 1995 ging hij met pensioen.
In 1965 werd Raskin lid van de Volksunie. Van maart 1968 tot april 1977 zetelde hij voor het arrondissement Tongeren-Maaseik in de Kamer van volksvertegenwoordigers. Daarna was hij van april 1977 tot december 1978 lid van de Senaat als provinciaal senator voor Limburg. In de periode december 1971-december 1978 had hij als gevolg van het toen bestaande dubbelmandaat ook zitting in de Cultuurraad voor de Nederlandse Cultuurgemeenschap, die op 7 december 1971 werd geïnstalleerd en de verre voorloper is van het Vlaams Parlement.
Van 1966 tot 1975 was hij lid van het nationaal bestuur van de Volksunie. In 1973 verloor hij nipt de verkiezing voor het voorzitterschap van de partij tegen Hugo Schiltz.
Inmiddels was hij ook op het terrein van de gemeentepolitiek bedrijvig geworden. In 1971 werd hij schepen van Eigenbilzen. Vanaf 1976 maakte hij deel uit van de gemeenteraad van Bilzen. Hij bleef dat tot 1980. In datzelfde jaar publiceerde hij zijn politieke memoires.
Raskin evolueerde in de loop der jaren van katholiek Vlaams nationalisme naar links humanisme en werd lid van het Humanistisch Verbond. Hij werd burgerlijk begraven.
Gedurende jaren spande hij zich in voor de culturele en maatschappelijke integratie van Vlaanderen en Nederland. Hij was van 1971 tot 1978 lid van de Interparlementaire Beneluxraad. In 1987 werd hij voorzitter Vlaanderen van het Algemeen-Nederlands Verbond, wat hij bleef tot 1991. Enkele jaren later trad hij toe tot de adviescommissie voor de toekenning van de ANV-Visser Neerlandia-prijs.
Hij was getrouwd met Maggie Boelen en ze hadden een zoon en een dochter. Hij was de oom van Wouter Raskin, gewezen volksvertegenwoordiger voor de N-VA.
Vanaf 1991 legde Raskin zich toe op het schrijven van historische werken. Hij publiceerde onder meer biografieën van Gérard Romsée (1995), prinses Lilian (1998) en koningin Elisabeth van België (2005).

## Publicaties
- Limburg let op uw zaak!, 1967.
- Van binnenuit bekeken. De herinneringen van een VU-parlementslid, 1980.

Voor de biografie van Romsée kreeg hij in 1996 de vijfjaarlijkse Prijs Eregouverneur L. Roppe.